# Jaromír Hořec
Jaromír Hořec (18. prosince 1921 Chust, Podkarpatská Rus – 22. listopadu 2009 Praha, původním jménem Halbhuber) byl český básník, spisovatel, novinář a publicista. Užíval pseudonym Zdeněk Hrubý.

## Život
Stal se jedním ze zakladatelů Mladé fronty v roce 1945 a do roku 1950 byl jejím šéfredaktorem a zároveň ředitelem nakladatelství. V letech 1950–1953 byl redaktorem nakladatelství Mír, 1953–1965 šéfredaktorem časopisu Hlas revoluce. 
V roce 1954 dokončil studia češtiny a literární vědy na Filozofické fakultě Univerzity Karlovy.
V 50. letech redigoval, příp. napsal publikace: Sovětské slunce míru (1950, ed.), Takový je fašismus – K americké agresi v Koreji (1953), K úloze československých legií v Rusku – Politika světových imperialistů a česká buržoasie v intervenci proti SSSR (1953), Poslední boj Julia Fučíka (1953, ed.), Cesty zrady – Několik kapitol o protisovětské a protinárodní politice české buržoasie a světových imperialistů (1955) aj.
V letech 1965–1969 byl pedagogem na Fakultě sociálních věd a publicistiky UK a redaktorem edice Magnet v nakladatelství Naše vojsko. V roce 1969 byl vyloučen z KSČ, zbaven místa na fakultě a postu šéfredaktora časopisu Universita Karlova. O rok později odešel do invalidního důchodu. 
V roce 1977 podepsal Chartu 77 a v roce 1979 založil samizdatovou edici Česká expedice (1978–1991), dva roky poté skončil na půl roku ve vazbě za podvracení republiky a za šíření ineditní literatury. „Samizdatovou produkci rozčlenil do sedmi edičních řad, přinášejících především poezii, memoáry, odborné publikace i kulturní publicistiku. Jedna edice byla vyhrazena tvorbě soudobých výtvarníků, což byl v samizdatovém prostředí počin spíše ojedinělý.“ Dával si také záležet na obálkách a výtvarném doprovodu. Podle generačního klíče sestavil almanach Na střepech volnosti (1987). „Poskytl v něm prostor nepublikujícím básníkům čtyř generací – od autorů narozených před rokem 1918 až po nejmladší tvůrce z prostředí undergroundu.“
Od roku 1989 byl členem Masarykova demokratického hnutí (MDH), později též jeho předsednictva a Nadace pro postavení pomníku T. G. Masaryka v Praze. V roce 1993 obnovil spolu s místopředsedou Masarykova demokratického hnutí (MDH) doc. Vratislavem Preclíkem vydávání Masarykovsko-Herbenovského časopisu Čas v původní úpravě a formátu. Za tuto činnost obdržel v roce 2000 od MDH čestnou medaili T. G. Masaryka za věrnost jeho odkazu. Po pádu komunismu a rozpadu SSSR spoluzaložil Společnost přátel Podkarpatské Rusi, jejímž nákladem vydal řadu knih o historii země.
Byl rovněž úspěšným textařem písní; k profesi se dostal, když jako redaktor psal o jazzové a taneční hudbě. Jím otextované písně ve spolupráci s hudebníkem Leopoldem Korbařem (a dalšími) „Dva modré balónky“, „Docela všední obyčejný den“, „Je na západ cesta dlouhá“, „Nedělní vláček“ či populární „Barborka“ (neboli „Máš srdce zadané“) doslova zlidověly.
Jeho strýcem byl spisovatel a věrný spolupracovník prezidenta Masaryka PhDr. Jan Herben.
Zemřel roku 2009 v Praze. Byl pohřben na Vinohradském hřbitově.